# 에데르 시타징 마르칭스
에데르 시타징 마르칭스(포르투갈어: Éder Citadin Martins, 1986년 11월 15일 라우로물레르 ~ )는 이탈리아의 브라질 출신 전 축구 선수로 포지션은 공격수였다. 현재 캄페오나투 브라질레이루 세리이 B의 크리시우마에서 뛰고 있다.

## 국가대표팀 경력
이탈리아와 브라질의 이중 시민권자인 에데르는 두 국가에서 모두 뛸 수 있었고, 2014–15 시즌 삼프도리아에서 보인 뛰어난 활약이 이탈리아 축구 국가대표팀의 감독인 안토니오 콘테가 그를 차출을 고려하기 시작하였다.
2015년 3월 28일, 에데르는 불가리아와의 UEFA 유로 2016 예선전에서 58분에 시모네 차차와 교체 투입되면서 이탈리아 축구 국가대표팀 데뷔전을 치렀고 2–2 동점골을 넣었다.

## 수상

### 개인
- 세리에 B 득점왕: 2009–10 (27골)[2]